# Saint-Samson-de-Bonfossé
Saint-Samson-de-Bonfossé település Franciaországban, Manche megyében. Lakosainak száma 879 fő (2018. január 1.). Saint-Samson-de-Bonfossé Saint-Ébremond-de-Bonfossé községgel határos.

## Népesség
A település népessége az elmúlt években az alábbi módon változott:
| Lakosok száma | 581  | 601  | 532  | 732  | 727  | 905  | 864  | 2637 | 871  | 879  |
|               | 1962 | 1968 | 1975 | 1990 | 1999 | 2008 | 2013 | 2016 | 2017 | 2018 |